# Virbalis
Virbalis (Duits: Wirballen, Pools Wierzbołów, Russisch: Вержболово) is een plaats in de gemeente Vilkaviškis in het Litouwse district Marijampolė. De plaats telt 1095 inwoners (2011).